# Михаел Скибе
Михаел Скибе (4. август 1965, Гелзенкирхен) немачки је фудбалски тренер и бивши фудбалер. Од 2015. до 2018. године је био селектор фудбалске репрезентације Грчке.

## Спортска каријера
Од 1984. до 1986. године је играо за Шалке 04, завршио је каријеру већ у 21. години због повреде. Након завршетка каријере, Скибе је постао тренер у омладинском тиму Шалкеа.
Од 1989. до 2000. године радио је у Борусији Дортмунд, а од 1998. до 2000. године био је главни тренер екипе Борусије. У периоду од 2000. до 2004. био је асистент селектора немачке репрезентације. Затим је од 2005. до 2008. тренирао Бајер Леверкузен.
Дана 11. јуна 2008. постао је главни тренер турског Галатасараја. Отпуштен је 23. фебруара 2009. године због лоших резултата. У последњем мечу под вођством Скибеа, Галатасарај је на домаћем терену изгубио од Коџаелиспора са резултатом 2:5.
Од 4. јуна 2009. до 22. марта 2011. године тренирао је Ајнтрахт из Франкфурта. 17. јула 2011. Скибе је именован за главног тренера турског Ескишехирспора. 17. маја 2012. Скибе је постављен на место главног тренера турског Карабукспора. Уговор је потписан на период од 2 године.
Постао је 16. јуна 2013. главни тренер швајцарског клуба Грасхоперс. Уговор је потписан за годину дана са могућношћу да се продужи.
У јануару 2015. поново је предводио Ескишехирспор, који је већ тренирао 2011. године.
Од 29. октобра 2015. године је селектор грчке репрезентације. Фудбалски савез Грчке је објавио 28. новембра 2017. да су продужили уговор са Скибеом на још две године.

## Трофеји
Као тренер
- Галатасарај
  - Суперкуп Турске: 2008.